# Maurice Vignerot
Maurice Marie Joseph Vignerot (Franciaország, Párizs, 1879. november 25. – Franciaország, Hautes-Alpes, Gap, 1953. szeptember 28.) francia olimpiai ezüstérmes croquetjátékos.
Croquet (krokett) egyetlenegyszer volt a nyári olimpiákon, mégpedig az 1900. évi nyári olimpiai játékokon.
Kétlabdás egyéniben az első körben könnyen tovább jutott. A második körben egy győzelem és egy vereség mellett volt egy walkover is és így ezüstérmes lett.